# Recycling

Internationaal symbool van recycling

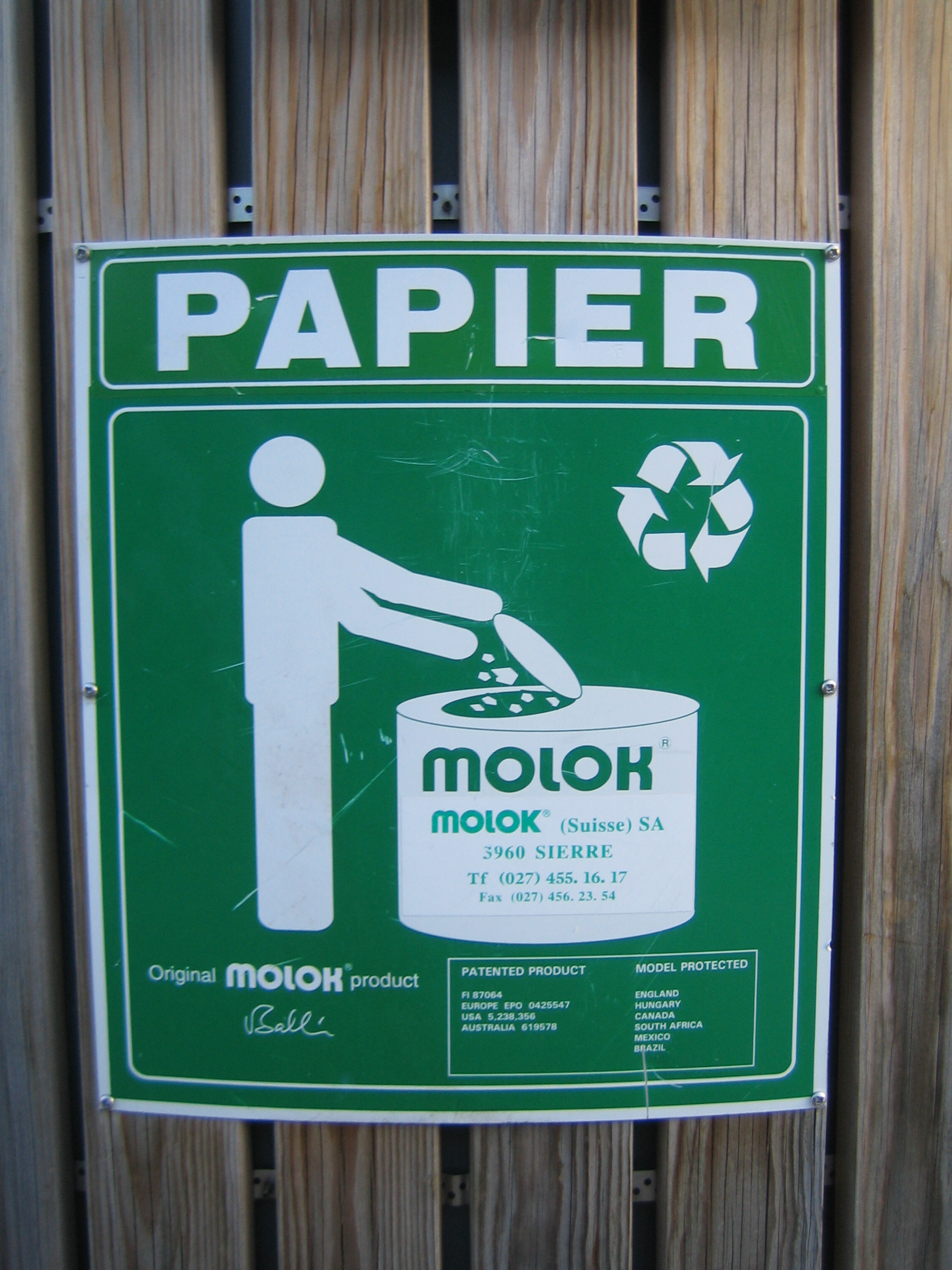
Het afval uit deze afvalbak voor papier wordt gerecycleerd, dat is te zien aan het symbool op de bak

Aandeel van gemeentelijk afval dat gerecycleerd wordt (%), 2015

Recycling (Nederland) of recyclage (Vlaanderen) ook wel recyclen genoemd is het opnieuw gebruiken van materialen door deze terug te brengen tot de staat van grondstoffen om er producten van hetzelfde of een ander type van te maken. Recycling is iets anders dan hergebruik (Engels: reuse), waarbij een product (of delen daarvan) of een verpakking opnieuw wordt gebruikt zonder het daarbij in grondstoffen te scheiden. Er wordt in de afvalhiërarchie ook een onderscheid gemaakt tussen recycling en andere nuttige toepassingen zoals energieterugwinning.

## Inleiding
Eind 2008 werd door de Europese Unie (EU) met betrekking tot afvalstoffen, de Richtlijn 2008/98/EG ingevoerd, welke stelt dat in 2020 50% van het gemeentelijk afval en 70% van het bouw- en sloopafval hergebruikt of gerecycled dient te worden. Deze richtlijn bepaalt ook de zogenaamde "eindeafval"-criteria. Deze "eindeafval"-criteria bepalen wanneer een afvalstof stopt een afvalstof te zijn en een secundair grondstof wordt. De voorwaarden dat een stof als secundaire grondstof telt, worden ook per lidstaat aangescherpt maar zijn in het bijzonder:
- Het materiaal wordt algemeen gebruikt voor een specifiek doel
- Er is een bestaande marktvraag voor het materiaal
- Het gebruik van het materiaal is legaal
- Het gebruik van het materiaal heeft geen negatieve milieu of gezondheidsgevolgen

Het gemiddelde recyclepercentage in de EU lag in 2013 op 39%, en groeide naar 45% in 2015. In 2022 zakte het gemiddelde recyclepercentage licht tot 44%. Het recyclepercentage verschilt wel sterk tussen specifieke afvalstromen: voor verpakkingsmateriaal was het recyclepercentage in 2022, 65%, voor huishoudelijk afval, 49%, en voor elektronisch afval, 32%.
Dat er vrij veel grondstoffen worden ingezameld, betekent echter niet dat ook een groot deel van de gebruikte grondstoffen uit recyclage afkomstig is. In 2016 was slechts 12% van de door de industrie van de EU gebruikte grondstoffen afkomstig uit recyclage.

## Vormen
Recycling kan in verschillende vormen voorkomen:
- Recycling van de grondstoffen voor een soortgelijk doel: bijvoorbeeld glas.[11] Sommige grondstoffen (zoals plastics maar ook papier) gaan er hierbij in kwaliteit op achteruit bijvoorbeeld door het mengen van verschillende plastiek types waardoor de plastiek-"blend" andere fysico-chemische eigenschappen heeft.[12] Dit wordt ook downcycling genoemd.
- Recycling van de grondstoffen voor een ander doel: bijvoorbeeld in het geval van PET is het mogelijk om PET flessen te herwerken tot kleding, meubels of decoratieve stukken.[13] De kwaliteit van het product kan er in dit geval dus ook op vooruit gaan. In dat geval wordt dit ook wel upcycling genoemd. Echter, in het geval van bijvoorbeeld houtrecycling, wordt het originele hout bij elke recycling cyclus telkens in steeds kleinere fibers gemaakt die dan kunnen dienen in composiet materialen.[14] Een houten tafel kan zo bijvoorbeeld in een pallet worden omgevormd. Dit geval wordt ook als downcycling benoemd.[14]
- Recycling tot nieuwe grondstof: bijvoorbeeld via pyrolyse waarbij plastiekafval, zoals autobanden, bij hoge temperaturen in afwezigheid van zuurstof wordt ontbonden tot nieuwe petroleum producten.[15] Deze petroleum producten kunnen opnieuw gebruikt worden als basis product in de petrochemie of als brandstof. Dit kan worden onderscheiden van energieterugwinning waarbij afval rechtstreeks wordt verbrand om uit de hitte energie te recupereren.[16] In het geval dat het product als brandstof wordt gebruikt, wordt dit echter vaak ook tot energieterugwinning gerekend.[17]

## Scheiden van afvalstromen
Een voorwaarde voor recycling is meestal dat de afvalstroom uit materialen van hetzelfde type bestaan, in het bijzonder voor kunststofrecyclage betekent dit ook hetzelfde polymeertype. Hiervoor dient de afvalstroom dus gesorteerd te worden. Er zijn verschillende mogelijkheden voor het scheiden in homogene stromen.
- Sorteren door de eindgebruiker: in dit geval sorteert de eindgebruiker zelf het afval in specifieke fracties die daarna worden opgehaald. In Vlaanderen zijn deze fracties voor huishouden bijvoorbeeld glas, papier-en karton, pmd, groeten-, fruit- en tuinafval, klein gevaarlijk afval, en restafval.[18] Er worden vaak drie types van inzameling herkend:[12]
  - Afvalophaling op de stoep waarbij de eindgebruiker enkel de container of afvalzak op het juiste tijdstip op de stoep hoeft te plaatsen. Dit kent vaak een hoge inzamelgraad.[12]
  - Drop-off recycling waarbij containers staan in de straat of in winkels, of containers in een gemeentelijke milieustraat (Nederland) of containerpark (Vlaanderen). De eindgebruiker dient in dat geval het afval tot aan het inzamelpunt te brengen. Het gaat bijvoorbeeld om een papiercontainer, glasbak, een kledinginzamelingsbak zoals van KICI, een bak voor klein chemisch afval, een Wecycle-inleverbak voor e-waste en een gft-bak. Dit soort inzameling kent vaak lage en onvoorspelbare inzamelstromen.[12]
  - Terugkoop systemen, waarbij vaak private bedrijven een prijs aanbieden voor het inleveren van specifieke stromen.[12]
  - Statiegeld systeem zoals dat in België gebruikt wordt voor de inzameling van specifieke glazen flesjes [19][20] en in Nederland ook voor het inzamelen van flesjes en blikjes.[21][22] In dit geval betaalt de consument bij aankoop van het product een bedrag meer dat de consument dan terugkrijgt wanneer deze de verpakking (het flesje of blikje) terugbrengt.

- Sorteren op fysische eigenschappen: afval kan in de eerste plaats mechanisch worden gescheiden, bijvoorbeeld per grote met een zeef of via magnetische eigenschappen van het materiaal (waarbij ook ferro en non-ferro metaal kan worden gescheiden).[23] Een tweede veel gebruikte techniek is de scheiden op basis van densiteit via een "zink-drijf"-scheiding.[24] Hierbij worden bijvoorbeeld verschillende types van plastieken met een verschillende dichtheid van elkaar gescheiden in een bad waarbij het ene type zal drijven en het andere zal zinken.
- Sorteren met spectrale methodes: omdat verschillende types van een gelijkaardig materiaal soms moeilijk te onderscheiden zijn (bijvoorbeeld in het geval van plastieken), worden ook vaak spectrale technieken gebruikt.[23] Het materiaal wordt in dat geval onderscheiden op basis van het infrarood (IR) of nabij infrarood (NIR) spectrum, of via Ramanspectroscopie.[25] Een andere mogelijkheid is het gebruik van X-stralen fluorescentie (XRF) bijvoorbeeld in het geval van het herkennen van toxische componenten in elektronisch afval.[26] Op basis van deze laatste methode zijn er ook voorstellen om tracers artificieel in te brengen in nieuwe plastieken om deze later gemakkelijker te kunnen herkennen.[27]

## Voordelen recycling en EU export beleid
Recyclen heeft verschillende voor- en nadelen. Voordelen zijn:
- Er zijn minder nieuwe grondstoffen nodig, waardoor bijvoorbeeld minder bomen voor papier gekapt hoeven worden, of er minder aardolie nodig is voor de productie van plastic.[28][29]
- Er is minder landbouwgrond nodig voor de productie van bijvoorbeeld hout of katoen, waardoor meer grond beschikbaar blijft voor voedselproductie.[29]
- De uitstoot van broeikasgassen daalt, omdat hergebruik van materialen minder energie kost dan ze nieuw te produceren. Ook wordt afval vaak verbrand indien het niet recycleerbaar is met vrijzetting van het broeikasgas koolstofdioxide of gedumpt in vuilnisbelten waar ook het broeikasgas methaan kan worden uitgestoten.[30][28] Daarnaast hebben vuilnisbelten ook andere nefaste milieu- en gezondheidsimpact zoals carcinogene effecten.[31]

Een gebrek aan recyleerbaarheid vormt ook een probleem. Zo werd niet recyclebaar plastiek materiaal (zoals multi-layer materiaal dat naast plastic ook andere componenten in zich heeft) geëxporteerd buiten Europa waar het materiaal gestort of gedumpt werd met negatieve gevolgen voor het milieu en de volksgezondheid. In 2023 exporteerde Nederland, zowel binnen als naar buiten de EU, het meeste ton afval van alle EU landen (6 508 105 ton) en België het op één na meeste (4 135 358 ton). Nederland importeert ook wel het op één na meeste afval van alle EU landen (2 458 294 ton) na Zweden (2 809 403 ton) in 2023. België staat met 891 883 ton als zesde gerangschikt voor import in 2023. De belangrijkste exportbestemming buiten de EU voor afval waren in 2020: Turkije (13,7 miljoen ton), India en het Verenigd Koninkrijk.
Intussen werd een uitvoerverbod uitgevaardigd door de EU voor enerzijds afval bestemd voor verwijdering naar niet-EU-landen en anderzijds voor gevaarlijke afvalstoffen bestemd voor nuttige toepassingen in niet-OESO-landen. Daarnaast wordt ook het overbrengen van afvalstoffen binnen de EU aan strengere maatregelen onderworpen zoals het verbod van overbrenging van alle voor verwijdering bestemde afvalstoffen maar ook versoepelingen zoals minder strengere procedures voor het overbrengen van afvalstoffen voor nuttige toepassingen. Deze regelgeving dient er toe de circulaire economie te bevorderen door de recuperatie van grondstoffen in recycle processen binnen de EU te laten plaatsvinden alsook de vervuiling door de export van afvalstoffen tegen te gaan. De huidige Europese regelgeving is geconsolideerd in de "Europese Verordening Overbrenging Afvalstoffen" (EVOA).

## Afvalstromen en hun recycle-gehalte in Nederland

### Glas
Er is altijd een tekort aan wit glas, en soms een overschot aan gekleurd glas, omdat van ingezameld wit glas wel gekleurd glas gemaakt kan worden, maar van gekleurd glas geen wit glas. Ongeveer 60% van al het verpakkingsglas is wit, terwijl maar 50% van alle glasbakken geschikt is voor kleurscheiding.
Het percentage gerecycled glas in Nederland lag tussen 2013 en 2016 rond de 80%. In 2020 werd een recordpercentage van 90% recycling bereikt.
De wettelijke doelstelling in Nederland voor de recycling van verpakkingsglas is 90%. Daarom heeft het Afvalfonds Verpakkingen in 2016 het Actieplan Glas opgesteld om de doelstelling te behalen.

### Papier
In 2020 werd in Nederland 90% van het gebruikte papier en karton ingezameld en hergebruikt. Gerecycleerd papier wordt gebruikt voor het maken van wc-papier tot hoogwaardiger papier voor posters en folders. Er zijn bedrijven die investeringen doen in het recycleren van papier om goedkoper papier en karton te verkrijgen voor hun reclameposters.

### Metaal
Over het algemeen is afval met een relatief hoog metaalgehalte zeer interessant voor recycling, gezien de besparing ten opzichte van ertswinning. Voor bijvoorbeeld autoaccu's geldt dat een groot gedeelte hergebruikt kan worden (het lood, maar ook overige stoffen zoals accuzuur). Recycling van elektrische apparaten levert verschillende metalen op als ijzer, koper en aluminium. Ook edelmetalen zijn in allerlei soorten afval (en met name industrieafval) aanwezig in hogere concentraties dan in ertsvorm.
Ongeveer 80% van het metaal van verpakkingsafval belandt bij het restafval, echter kan dat er in afvalverwerkingsbedrijven met magneten uit gehaald worden. Mede hierdoor kan in Nederland 95% hergebruikt worden, waarmee het koploper is in Europa.

### Hout
Houtafval kan goed hergebruikt worden.
Houten producten met het FSC-Recycled label zijn gemaakt van minimaal 85% gerecycled hout.
Houtafval komt voornamelijk vrij uit bouw- en sloopwerkzaamheden. In afval- en sloophout wordt de volgende onderscheiding gemaakt:
- A-hout: onbehandeld hout dat volwaardig gerecycled kan worden en toegepast als secundaire grondstof in de houtvezel- en spaanplaatindustrie, of in een verkolingsinstallatie worden omgezet in houtskool voor de barbecue.
- B-hout: geverfd, gelakt of verlijmd hout van bv. kozijnen, deuren, kasten of bureaus wordt gebruikt voor de spaanplaatproductie of bewerkt tot brandstof voor bio-energie centrales.
- C-hout: geïmpregneerd hout wordt niet gerecycled maar verbrand voor energieopwekking omdat het giftige stoffen bevat.
  - CC-hout: gecreosoteerd hout (bevat koper- en chroomverbindingen).
  - CCA-hout: gewolmaniseerd hout (bevat koper-, chroom- en arseenverbindingen).[42]

In 2020 was het recyclingpercentage van hout in Nederland 68%.

### Textiel

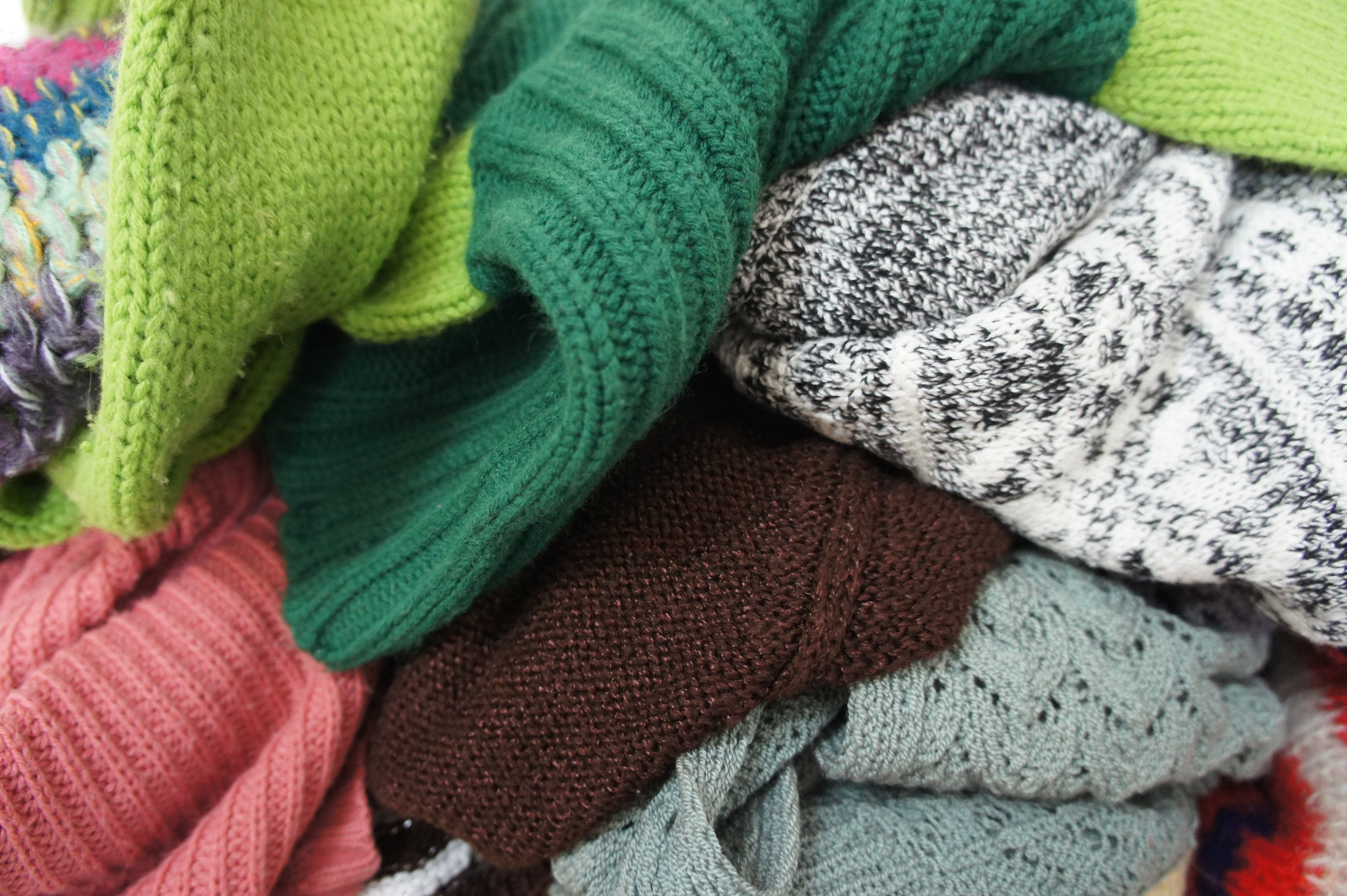
Afgedankt textiel

In het verleden werd textiel verzameld voor recycling door de voddenman.
Textiel wordt op twee manieren opnieuw gebruikt. Sommige kleding wordt opnieuw gedragen. Andere kleding is daar niet geschikt voor. Samen met het overige textiel (bijvoorbeeld linnengoed) kan het gerecycled worden tot een nieuw product. Toepassingen voor textiel zijn bijvoorbeeld poetslappen en isolatiemateriaal voor auto’s en voor huizen. Het is mogelijk om kleding terug te brengen tot vezelniveau en het opnieuw te spinnen tot garen voor nieuwe kleding. Daarvoor moet het gesorteerd worden in zogeheten 'zuivere fracties'. Handmatig is dit een moeilijke en dure klus. Met een automatische sorteermachine kan dit tegen relatief lage kosten. Dit maakt textielrecycling tot nieuw textiel op grote schaal mogelijk.
In 2017 werd er geschat dat 55% van het ingezamelde textiel in Nederland geschikt is voor hergebruik, waarvan 37% voor recycling.

### Plastic
Voorlopig komen alleen plastic verpakkingen voor recycling in aanmerking. Plastic afval van bijvoorbeeld stopcontacten en surfplanken zijn gemaakt van thermoharders, wat lastig te hergebruiken is en dat gaat dan ook vaak de verbrandingsoven in. De plastic verpakkingen die in Nederland worden ingezameld zijn vrijwel altijd recyclebare thermoplasten.
Tot 2007 werd in Nederland alleen plastic uit het statiegeldsysteem en plastic uit bedrijfsafval gerecycled, maar werd nog nauwelijks plastic verpakkingsafval van huishoudens ingezameld en gerecycled. Door het ontwikkelen van het inzamelsysteem Plastic heroes (bronscheiding) en na-scheiding is dit sterk gestegen: van 25,2 kton in 2009 tot 162 kton in 2014. In 2015 werd ook de pmd-(plastic, metaal en drinkpakken) container ingevoerd. In België wordt de pmd ingezameld via de blauwe zak. Het inzamelen en recyclen van plastic kost in Nederland zo'n 150 miljoen euro per jaar.
Volgens de rapportage van het aan de verpakkingsindustrie verbonden Nederlandse afvalfonds, werd in 2019 57% van alle plastic verpakkingen gerecycled. Dit is echter onjuist, de industrie meet alleen wat er gesorteerd wordt, en niet wat daadwerkelijk tot een nieuw product wordt omgevormd.
Van het gesorteerde plastic eindigt een fors deel alsnog in de verbrandingsoven, een ander deel wordt gestort. Er zijn geen betrouwbare cijfers over het aandeel van de kunststoffen dat daadwerkelijk tot een nieuw product wordt omgevormd, niemand meet hoeveel van het op de markt gebrachte plastic wordt gerecycled.
Hoewel er vrij veel plastic wordt ingezameld en gesorteerd, is slechts een klein deel van het nieuwe plastic uit recycling afkomstig. Van de 2000 Kiloton kunststoffen die jaarlijks in Nederland worden geconsumeerd, is nog slechts circa 280 Kiloton afkomstig uit recycling, terwijl 1700 Kiloton bestaat uit nieuwe fossiele plastics. Dit betekent dat slechts 16% van alle afgedankte plastics opnieuw als plastic op de markt komt. Slechts ongeveer 14% van het gebruikte plastic wordt momenteel gerecycled. Het overgrote deel van het plastic afval gaat naar afvalverbrandingsinstallaties, om daar te worden verbrand ten behoeve van de energieproductie.
Een lage olieprijs kan er toe leiden dat het gebruik van nieuw plastic goedkoper is dan plastic recyclaat. Bedrijven ondervinden hier meer last van omdat op het plastic verpakkingsafval van bedrijven geen vergoedingen van toepassing zijn, wat bij plastic verpakkingsafval van huishoudens wel het geval is. Voor huishoudelijk afval geldt dat gemeenten betaald krijgen per ton plastic dat voor recycling wordt aangeboden. Maar voor beide gevallen geldt, dat bij een stijging van de olieprijs, de prijs van nieuw plastic kan stijgen en de prijzen van plastic recyclaat kunnen verbeteren.

### Historische recyclingpercentages Nederland
Vanaf 2000 zijn de doelstellingen voor Besluit beheer verpakkingen voor de meeste materialen gehaald. Dit blijkt uit gegevens van Stichting Afvalfonds Verpakkingen.
| Materiaal        | 2000 | 2005 | 2010 | 2015 | 2016 | 2017 | 2018 | 2019 | 2020 | 2021 |
| ---------------- | ---- | ---- | ---- | ---- | ---- | ---- | ---- | ---- | ---- | ---- |
| Glas             | 78%  | 78%  | 91%  | 83%  | 84%  | 86%  | 86%  | 87%  | 90%  | 89%  |
| Papier en karton | 69%  | 72%  | 90%  | 85%  | 85%  | 87%  | 88%  | 91%  | 90%  | 90%  |
| Kunststof        | 19%  | 22%  | 48%  | 51%  | 51%  | 51%  | 52%  | 57%  | 66%  | 49%  |
| Metaal           | 77%  | 84%  | 88%  | 95%  | 95%  | 95%  | 95%  | 95%  | 95%  | 95%  |
| Hout             | 25%  | 28%  | 32%  | 45%  | 51%  | 73%  | 77%  | 70%  | 68%  | 66%  |
| Totaal           | 62%  | 63%  | 74%  | 72%  | 73%  | 78%  | 79%  | 81%  | 82%  | 80%  |

## Galerij

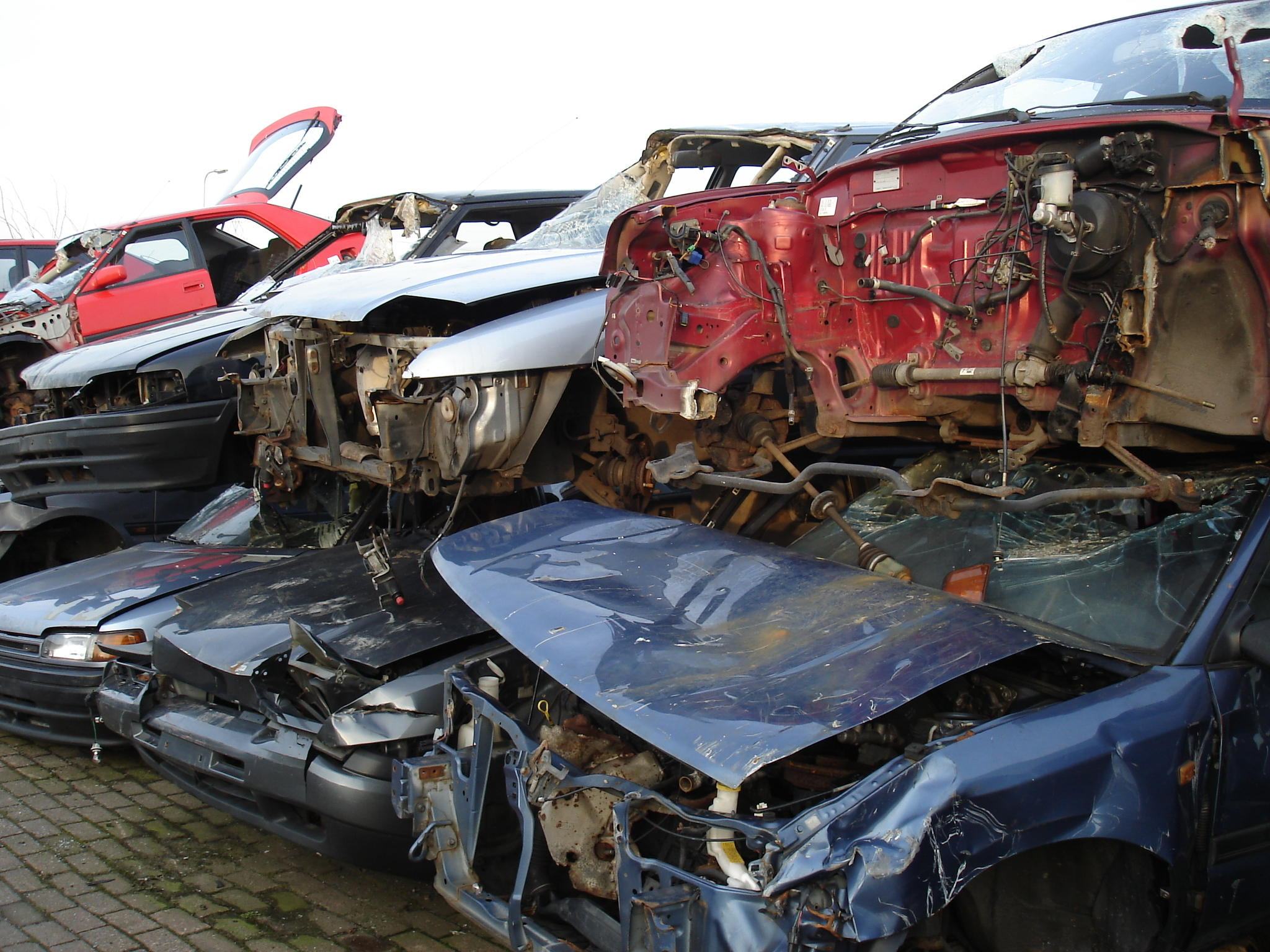
Bij een autosloperij kunnen onderdelen worden gekocht voor hergebruik
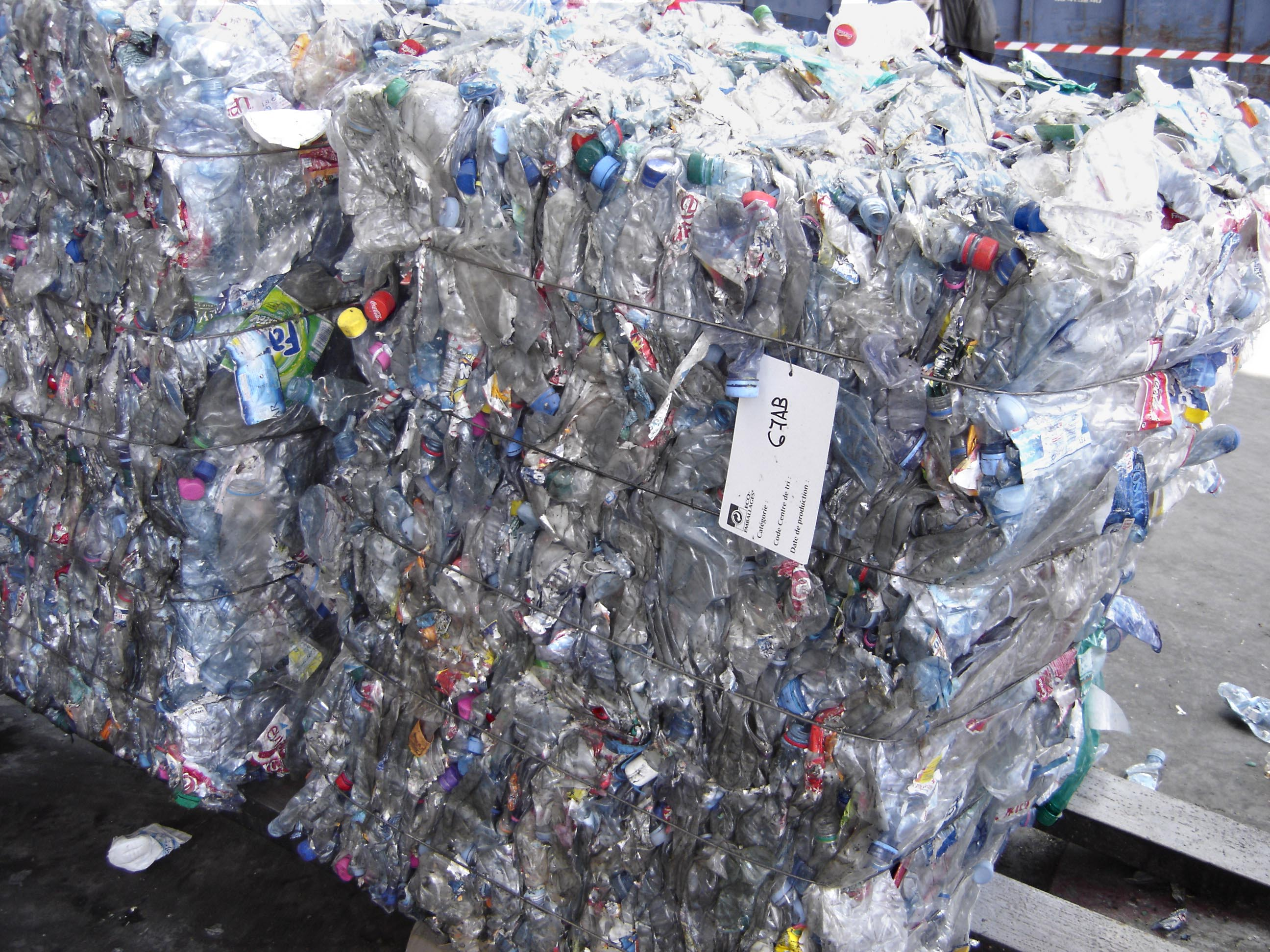
Plastic flessen voor recyclage
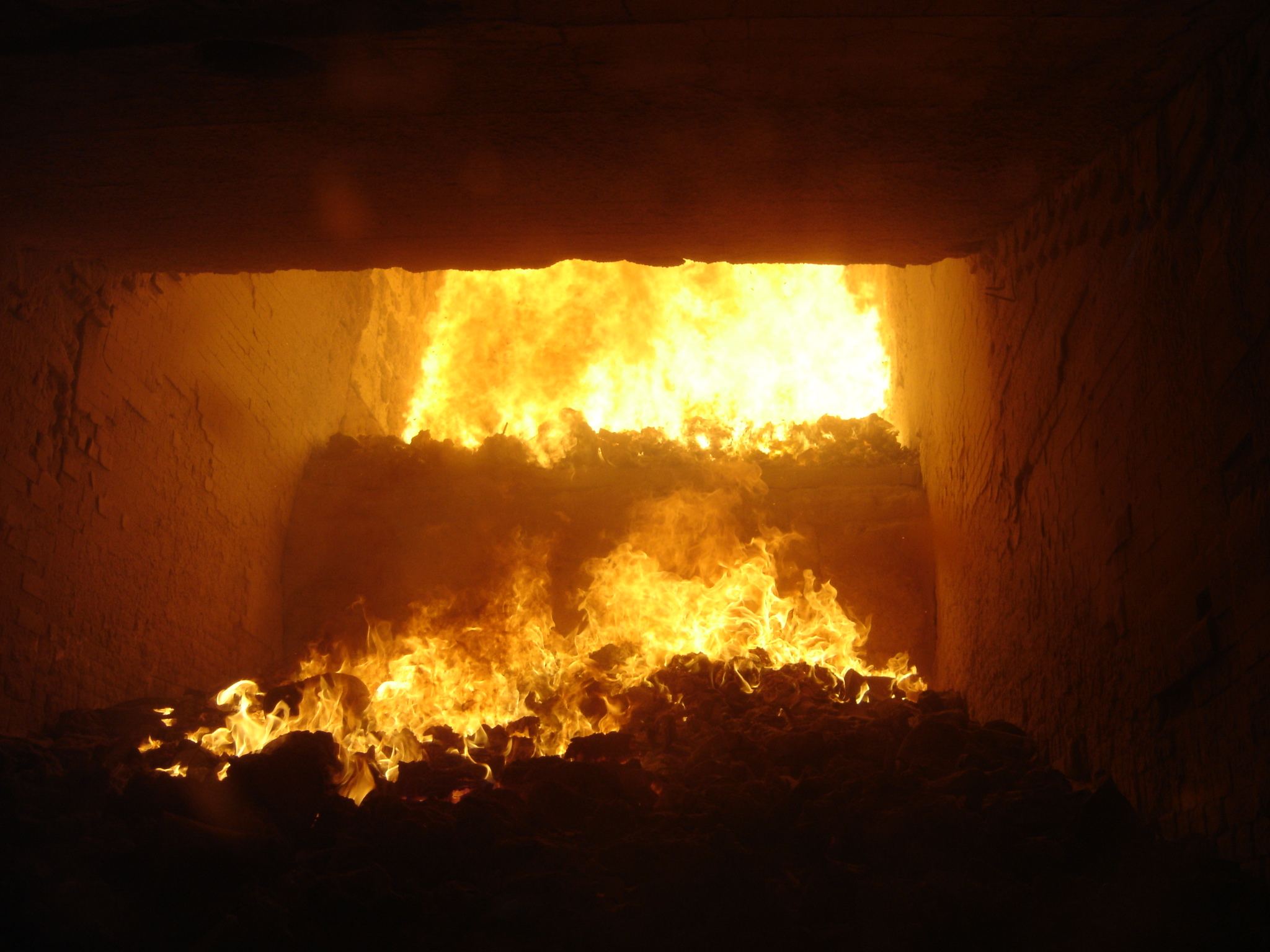
Afvalverbrandingsoven voor de opwekking van energie
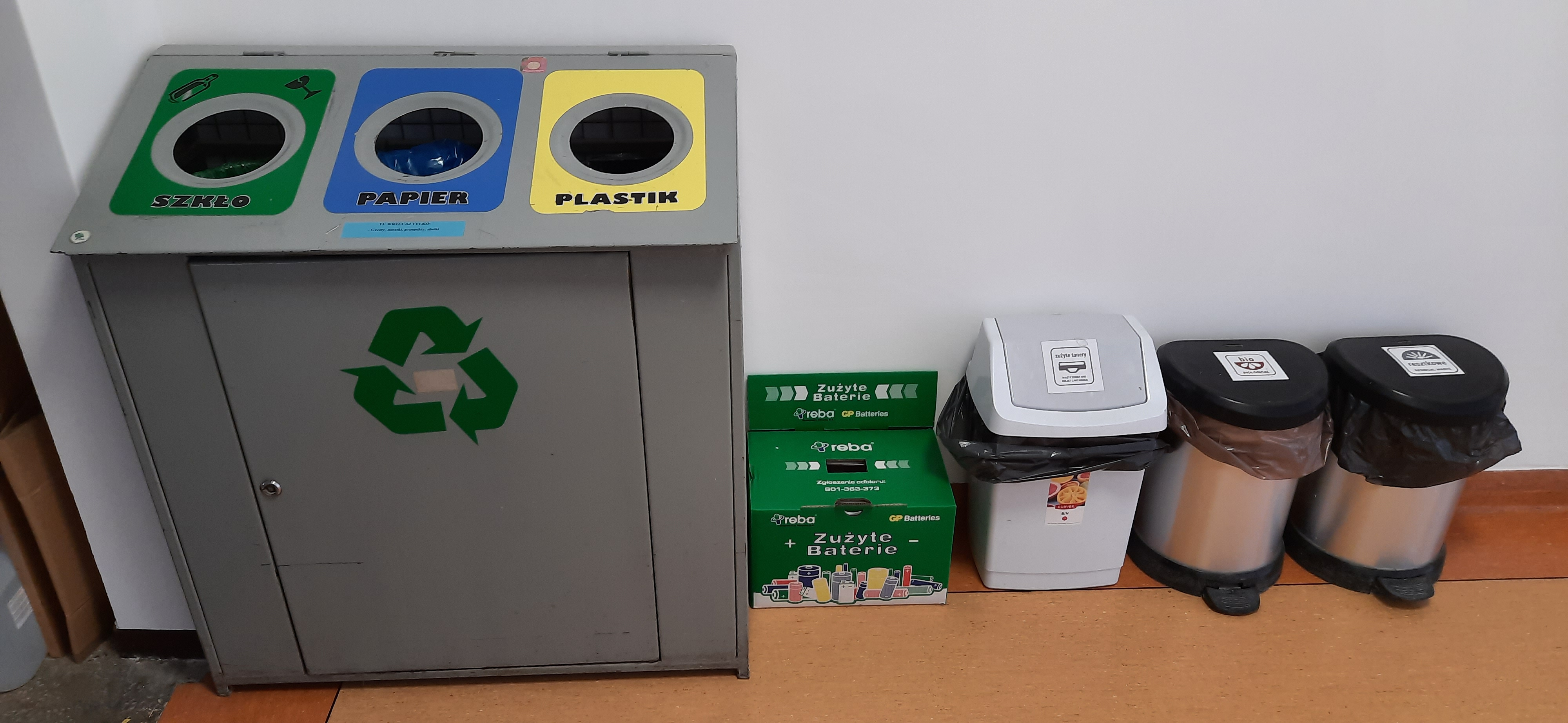
Recyclingpunt aan de Technische Universiteit Gdańsk